# Farrata
La farrata (farréte nel dialetto locale) è una pietanza tradizionale della città di Manfredonia, cittadina del Gargano in provincia di Foggia. È così chiamata perché composta prevalentemente di grano o di farro. Altri ingredienti sono la ricotta di pecora, la menta maggiorana, sale, pepe e cannella. Tutto ciò costituisce il ripieno di questo rustico dalla forma tondeggiante.

## Preparazione
Per la preparazione del piatto, il farro viene solitamente fatto macerare nel grano che, dopo esser stato asciugato (almeno per un giorno), viene separato dalla crusca. Si preparano delle sfoglie di pasta di grano duro dalla forma tondeggiante e si introduce fra di esse il ripieno. Una volta chiusi i due bordi della sfoglia, si spennella sulla parte superiore dell'involucro un po' di tuorlo d'uova sbattuto. Viene consigliata la cottura nel forno a legna.

## Storia
L'origine del piatto viene tradizionalmente fatta risalire al periodo romano: presso le famiglie nobili, infatti, i riti matrimoniali venivano celebrati spezzando e offrendo agli sposi una focaccia di farro. La  cerimonia era detta confarreatio e consacrava l'unione. Oggi la farrata viene consumata a Manfredonia soprattutto nel periodo di carnevale, ma è reperibile con facilità nell'area durante tutto l'anno.

## Tradizioni
Nell'area sipontina la farrata è il tradizionale piatto rustico del Carnevale Dauno di Manfredonia.